# 劇伴
劇伴（げきばん）とは「劇中伴奏音楽」の略称で、演劇などの舞台作品や、映画やテレビドラマなどの映像作品に合わせて制作され、劇中で流される音楽のこと。音楽ジャンルのひとつとされる。
映画の劇伴は映画音楽、アニメの劇伴はアニメ音楽、コンピュータゲームの劇伴はゲームミュージックと、それぞれ呼ばれる。
海外では「Original Score」という語が用いられ、映画の場合は「Film Score」とも呼ばれる。その他の 類義語として、「サウンドトラック」、「付随音楽」、「背景音楽 (BGM)」 などがある。

## 概要
「サウンドトラック」とは、元は音声つき映画フィルムに設けられた音声信号（サウンド）用の帯部分（トラック）を指す語で、転じて、劇伴が収録されたレコード商品などの呼称となった。独立した作品として仕立てたものを、オリジナルサウンドトラック（略称：OST）と呼ぶことがある。
「BGM (Back Ground Music) 」とは、すなわち「背景音楽」であり、主題ではない音楽を意味する語である。ドラマや映像作品のほか、店舗や街頭などで流されるものも指す。語義上は、視覚映像と合わせられていても前面に出される音楽は指さない。
歌ものについては「挿入歌」の語があるため、「劇伴」は器楽曲を指すことが多いがその限りではない。映画やテレビドラマなどの映像コンテンツの発展とともに劇伴音楽の需要は増加し、20世紀以降の作曲家にとって、劇伴の作曲は有力な収入源となっており、多くの作曲家が手掛けている。
作曲に際しては、あらかじめ作品の概要や登場人物の性格などを示されてそれを基に作曲することもあれば、撮影された映像を見てそのシーンの長さに合わせて作曲する、またテレビドラマなどは茶の間の生活音にまぎれないように大きな音を出す工夫をするなど、様々な注文が付けられる。そのため一つの作品のために作曲される劇伴の数は膨大なものになる一方で、制作スケジュールに間に合うように作曲に要する時間は短く、劇伴の作曲は多忙なものとなる。
そして作曲された劇伴音楽は、音源収録が済むと楽譜は用済みとなり、他の製作資料とともに死蔵されることが多い。このような膨大な劇伴音楽の中から良いものをレコードに収録し「サウンドトラック」として販売することもある。また20世紀末以降では劇場での公演の需要もあり、それに対しては楽譜の保存などが求められる。

### ミシェル・シオン『映画の音楽』
ミシェル・シオンの著書『映画の音楽』では次のように論じられている。映画の中の音（音楽あるいはそれ以外の広範囲の音も含む）にはイン、画面外、アウトの3種類があり、インは画面の中で実際に鳴らしている音。画面外は画面に映っていないが劇中世界の中で鳴って登場人物にも聞こえている音。アウトは劇中世界の外で流れている音や音楽で、劇伴はここに含まれる。映画作品によっては画面外とアウトの境界をうまく利用した演出を用いる場合もあり、例えば『間諜最後の日』（アルフレッド・ヒッチコック監督）では、冒頭に教会の中でオルガンの音がずっと鳴っている。ここではアウトとしてのBGMのように聞こえるが、実はそれはオルガンを弾く男が死んでいて、その男が鍵盤にもたれかかってオルガンが鳴っている音であり、画面外からインになる劇中の音だった、というような演出である。また『野良犬』（黒澤明監督）で、終盤に主人公の刑事と殺人犯が格闘するシーンでは、背景に近所の家で弾いている清楚なピアノの曲が流れ、画面外の（劇中で鳴っている）音楽にわざとドラマの雰囲気とは異なる曲調のものを当てる「映画音楽の対位法」という手法が用いられている（なお対位法とは、本来は複数の声部を書くときの作曲上の技術を指すが、ここでは異なる意味で用いられている）。